# Copa del Rey de fútbol 2010-11
La Copa del Rey de Fútbol 2010-11 fue la edición número 107 de dicha competición española. Se disputó entre el 25 de agosto de 2010 y el miércoles 20 de abril de 2011, cuya final se disputó en el Estadio de Mestalla, con la participación de 83 equipos de las divisiones Primera, Segunda, Segunda B y Tercera, excepto los equipos filiales de otros clubes aunque jueguen en dichas categorías.
El campeón fue el Real Madrid Club de Fútbol, por 18.ª vez en su historia, tras derrotar en la final a su gran rival, el Fútbol Club Barcelona. Previamente, el club blanco había eliminado al vigente campeón, Sevilla en semifinales.
La gran revelación del torneo fue la Unión Deportiva Almería, que llegó a semifinales habiendo ganado todos sus partidos disputados y eliminado a rivales de gran entidad como la Real Sociedad de Fútbol, el Real Club Deportivo Mallorca o el Real Club Deportivo de La Coruña.

## Equipos clasificados
Disputaron la Copa del Rey 2010–11, habiendo sellado su presencia en función de su clasificación en las cuatro primeras categorías del sistema de competición liguero en la temporada 2009/10, y partiendo de determinadas rondas según su categoría en la presente campaña, los siguientes equipos:

### Primera División
Los 20 equipos de la Primera División 2009/10:
| - FC Barcelona - Real Madrid CF - Valencia CF - Sevilla FC - RCD Mallorca - Getafe CF - Villarreal CF - Athletic Club - Atlético de Madrid - RCD La Coruña | - RCD Espanyol - CA Osasuna - UD Almería - Real Zaragoza - Sporting de Gijón - Racing de Santander - Málaga CF - Real Valladolid CF - CD Tenerife - Xerez CD |

### Segunda División
Los 21 equipos de Segunda División 2009/10 (excluido el Villarreal CF B) como equipo filial):
| - Real Sociedad - Hércules CF - Levante UD - Real Betis - FC Cartagena - Elche CF - CD Numancia - Recreativo de Huelva - Córdoba CF - Rayo Vallecano | - Celta de Vigo - SD Huesca - Girona FC - Albacete Balompié - UD Salamanca - UD Las Palmas - Gimnàstic de Tarragona - Cádiz CF - Real Murcia - Real Unión - CD Castellón |

### Segunda División B
24 equipos de Segunda División B 2009/10 clasificados entre los 4 primeros de cada uno de los grupos (excluidos equipos filiales) y los equipos no filiales con mejor puntuación del resto de clubes de la categoría, hasta completar el citado número:
| Grupo 1 - SD Ponferradina - SD Eibar - CF Palencia - Pontevedra CF - Deportivo Alavés | Grupo 2 - AD Alcorcón - Real Oviedo - CD Guadalajara - Universidad de Las Palmas - CD Leganés - CD Puertollano | Grupo 3 - UE Sant Andreu - Ontinyent CF - CD Alcoyano - CD Denia - Benidorm CF - Orihuela CF - UD Logroñés | Grupo 4 - Granada CF - UD Melilla - Real Jaén CF - Poli Ejido - AD Ceuta - Lucena CF |

### Tercera División
Los 18 equipos campeones de los grupos de Tercera División de España 2009-10 (en caso de que un equipo filial sea campeón de su grupo la plaza se adjudica al equipo no filial mejor clasificado):
| - CCD Cerceda - Caudal Deportivo - SD Noja - Club Portugalete - CE L´Hospitalet - CF Gandia - AD Parla - Burgos CF - Atlético Mancha Real | - CD Alcalá - CD Atlético Baleares - CD Maspalomas - Jumilla CF - CD Badajoz - CD Tudelano - SD Oyonesa - CD Teruel - La Roda CF |

## Primera ronda
La primera ronda del torneo la disputaron 42 equipos de Segunda División B y Tercera División, de los cuales 7 quedaron exentos. La eliminatoria se decidió a partido único entre los días 21 de agosto, 24 de agosto y 25 de agosto de 2010. En la primera ronda no se tuvo en cuenta la proximidad geográfica, por lo que la Real Federación Española de Fútbol no intentó que los desplazamientos fuesen lo más cortos posible.
| Local                     | Resultado      | Visitante            |
| ------------------------- | -------------- | -------------------- |
| Universidad de Las Palmas | 1-0            | Leganés              |
| Pontevedra                | 0-1            | Guadalajara          |
| Badajoz                   | 4-0            | Corralejo            |
| Real Unión                | 1-0            | Burgos               |
| Club Portugalete          | 3-2            | Noja                 |
| Deportivo Alavés          | 0-1            | Logroñés             |
| Real Oviedo               | 1-0 (pró.)     | Eibar                |
| Caudal Deportivo          | 4-3 (pró.)     | Palencia             |
| Oyonesa                   | 0-3            | Tudelano             |
| Benidorm                  | 0-0 (3-5 pen.) | Orihuela             |
| L´Hospitalet              | 2-1            | Denia                |
| Gandia                    | 1-2            | Sant Andreu          |
| Ontinyent                 | 0-2            | Castellón            |
| Teruel                    | 0-0 (5-4 pen.) | Atlético Baleares    |
| Ceuta                     | 4-1            | Atlético Mancha Real |
| La Roda                   | 1-2            | Alcalá               |
| Puertollano               | 0-0 (0-3 pen.) | Real Murcia          |
| Parla                     | 1-5            | Cádiz                |

## Segunda ronda
La segunda ronda del torneo la disputaron los 18 vencedores de la primera ronda, los 7 equipos exentos de la misma, y los 20 equipos de Segunda División, sin contar con el Orihuela CF (exento). Los equipos de Segunda debieron obligatoriamente enfrentarse entre sí. La eliminatoria se jugó a partido único el día 1 de septiembre de 2010.
| Local                  | Resultado      | Visitante                 |
| ---------------------- | -------------- | ------------------------- |
| Castellón              | 2-3            | Portugalete               |
| Badajoz                | 2-0 (pró.)     | Real Jaén                 |
| Cádiz                  | 3-1            | L´Hospitalet              |
| Teruel                 | 0-1            | Real Unión                |
| Ceuta                  | 2-1            | Guadalajara               |
| Tudelano               | 0-2            | Lucena                    |
| Logroñés               | 0-0 (4-3 pen.) | Cerceda                   |
| Alcalá                 | 1-3 (pró.)     | Sant Andreu               |
| Real Oviedo            | 2-2 (4-5 pen.) | Real Murcia               |
| Poli Ejido             | 1-0            | Alcoyano                  |
| Caudal Deportivo       | 0-1 (pró.)     | Universidad de Las Palmas |
| Jumilla                | 0-1 (pró.)     | Melilla                   |
| Córdoba                | 1-0 (pró.)     | Numancia                  |
| Albacete               | 0-2            | Granada                   |
| Cartagena              | 1-3            | Rayo Vallecano            |
| Ponferradina           | 1-0            | Recreativo de Huelva      |
| Real Betis             | 2-1            | Salamanca                 |
| Real Valladolid        | 5-3            | Las Palmas                |
| Alcorcón               | 3-2 (pró.)     | Celta de Vigo             |
| Elche                  | 4-1            | Tenerife                  |
| Girona                 | 1-1 (3-5 pen.) | Huesca                    |
| Gimnàstic de Tarragona | 1-2            | Xerez                     |

## Tercera ronda
La tercera ronda del torneo la disputaron los 22 vencedores de la segunda ronda y el Orihuela CF (equipo exento en la ronda anterior). La eliminatoria fue a partido único el día 8 de septiembre de 2010 (excepto el AD Alcorcón - SD Ponferradina, que fue el 15 de septiembre).
| Local           | Resultado      | Visitante                 |
| --------------- | -------------- | ------------------------- |
| Melilla         | 2-2 (6-7 pen.) | Ceuta                     |
| Badajoz         | 0-2            | Logroñés                  |
| Lucena          | 0-1            | Universidad de Las Palmas |
| Sant Andreu     | 0-1            | Real Murcia               |
| Poli Ejido      | 1-0            | Cádiz                     |
| Granada         | 2-2 (4-5 pen.) | Real Betis                |
| Real Valladolid | 1-0            | Huesca                    |
| Córdoba         | 2-1 (pró.)     | Rayo Vallecano            |
| Alcorcón        | 1-1 (3-1 pen.) | Ponferradina              |
| Elche           | 1-2            | Xerez                     |
| Real Unión      | 1-0 (pró.)     | Orihuela                  |

## Fase final
La fase final consistió en 3 rondas eliminatorias a doble partido con sorteo puro entre los supervivientes de la ronda anterior. El sorteo tuvo lugar el 18 de noviembre de 2010 y determinó los siguientes enfrentamientos:
|  | Dieciseisavos de final                                                  | Dieciseisavos de final                                                  | Dieciseisavos de final                                                  | Dieciseisavos de final                                                  |   |                    | Octavos de final                                                   | Octavos de final                                                   | Octavos de final                                                   | Octavos de final                                                   |  |                 | Cuartos de final                                                  | Cuartos de final                                                  | Cuartos de final                                                  | Cuartos de final                                                  |  |           | Semifinales                                             | Semifinales                                             | Semifinales                                             | Semifinales                                             |  |                     | Final                                             | Final                                             |  |
|  | 26 al 28 de octubre de 2010 (ida) 9 al 11 de noviembre de 2010 (vuelta) | 26 al 28 de octubre de 2010 (ida) 9 al 11 de noviembre de 2010 (vuelta) | 26 al 28 de octubre de 2010 (ida) 9 al 11 de noviembre de 2010 (vuelta) | 26 al 28 de octubre de 2010 (ida) 9 al 11 de noviembre de 2010 (vuelta) |   |                    | 21 y 22 de diciembre de 2010 (ida) 5 y 6 de enero de 2011 (vuelta) | 21 y 22 de diciembre de 2010 (ida) 5 y 6 de enero de 2011 (vuelta) | 21 y 22 de diciembre de 2010 (ida) 5 y 6 de enero de 2011 (vuelta) | 21 y 22 de diciembre de 2010 (ida) 5 y 6 de enero de 2011 (vuelta) |  |                 | 12 y 13 de enero de 2011 (ida) 18 al 20 de enero de 2011 (vuelta) | 12 y 13 de enero de 2011 (ida) 18 al 20 de enero de 2011 (vuelta) | 12 y 13 de enero de 2011 (ida) 18 al 20 de enero de 2011 (vuelta) | 12 y 13 de enero de 2011 (ida) 18 al 20 de enero de 2011 (vuelta) |  |           | 26 de enero de 2011 (ida) 2 de febrero de 2011 (vuelta) | 26 de enero de 2011 (ida) 2 de febrero de 2011 (vuelta) | 26 de enero de 2011 (ida) 2 de febrero de 2011 (vuelta) | 26 de enero de 2011 (ida) 2 de febrero de 2011 (vuelta) |  |                     | 20 de abril de 2011 Estadio de Mestalla, Valencia | 20 de abril de 2011 Estadio de Mestalla, Valencia |  |
|  |                                                                         |                                                                         |                                                                         |                                                                         |   |                    |                                                                    |                                                                    |                                                                    |                                                                    |  |                 |                                                                   |                                                                   |                                                                   |                                                                   |  |           |                                                         |                                                         |                                                         |                                                         |  |                     |                                                   |                                                   |  |
|  |                                                                         |                                                                         |                                                                         |                                                                         |   |                    |                                                                    |                                                                    |                                                                    |                                                                    |  |                 |                                                                   |                                                                   |                                                                   |                                                                   |  |           |                                                         |                                                         |                                                         |                                                         |  |                     |                                                   |                                                   |  |
|  | Logroñés                                                                | 0                                                                       | 1                                                                       | 1                                                                       |   |                    |                                                                    |                                                                    |                                                                    |                                                                    |  |                 |                                                                   |                                                                   |                                                                   |                                                                   |  |           |                                                         |                                                         |                                                         |                                                         |  |                     |                                                   |                                                   |  |
|  | Logroñés                                                                | 0                                                                       | 1                                                                       | 1                                                                       |   |                    |                                                                    |                                                                    |                                                                    |                                                                    |  |                 |                                                                   |                                                                   |                                                                   |                                                                   |  |           |                                                         |                                                         |                                                         |                                                         |  |                     |                                                   |                                                   |  |
|  | Valencia                                                                | 3                                                                       | 4                                                                       | 7                                                                       |   |                    |                                                                    |                                                                    |                                                                    |                                                                    |  |                 |                                                                   |                                                                   |                                                                   |                                                                   |  |           |                                                         |                                                         |                                                         |                                                         |  |                     |                                                   |                                                   |  |
|  | Valencia                                                                | 3                                                                       | 4                                                                       | 7                                                                       |   | Valencia           | 0                                                                  | 2                                                                  | 2                                                                  |                                                                    |  |                 |                                                                   |                                                                   |                                                                   |                                                                   |  |           |                                                         |                                                         |                                                         |                                                         |  |                     |                                                   |                                                   |  |
|  |                                                                         |                                                                         |                                                                         |                                                                         |   | Valencia           | 0                                                                  | 2                                                                  | 2                                                                  |                                                                    |  |                 |                                                                   |                                                                   |                                                                   |                                                                   |  |           |                                                         |                                                         |                                                         |                                                         |  |                     |                                                   |                                                   |  |
|  |                                                                         |                                                                         | Villarreal                                                              | 0                                                                       | 4 | 4                  |                                                                    |                                                                    |                                                                    |                                                                    |  |                 |                                                                   |                                                                   |                                                                   |                                                                   |  |           |                                                         |                                                         |                                                         |                                                         |  |                     |                                                   |                                                   |  |
|  | Poli Ejido                                                              | 1                                                                       | Villarreal                                                              | 0                                                                       | 4 | 4                  | 0                                                                  | 1                                                                  |                                                                    |                                                                    |  |                 |                                                                   |                                                                   |                                                                   |                                                                   |  |           |                                                         |                                                         |                                                         |                                                         |  |                     |                                                   |                                                   |  |
|  | Poli Ejido                                                              | 1                                                                       |                                                                         |                                                                         |   |                    |                                                                    |                                                                    |                                                                    |                                                                    |  |                 |                                                                   |                                                                   |                                                                   |                                                                   |  |           |                                                         |                                                         |                                                         |                                                         |  |                     |                                                   |                                                   |  |
|  | Villarreal                                                              | 1                                                                       | 2                                                                       | 3                                                                       |   |                    |                                                                    |                                                                    |                                                                    |                                                                    |  |                 |                                                                   |                                                                   |                                                                   |                                                                   |  |           |                                                         |                                                         |                                                         |                                                         |  |                     |                                                   |                                                   |  |
|  | Villarreal                                                              | 1                                                                       | 2                                                                       | 3                                                                       |   |                    |                                                                    |                                                                    |                                                                    |                                                                    |  | Villarreal      | 3                                                                 | 0                                                                 | 3                                                                 |                                                                   |  |           |                                                         |                                                         |                                                         |                                                         |  |                     |                                                   |                                                   |  |
|  |                                                                         |                                                                         |                                                                         |                                                                         |   |                    |                                                                    |                                                                    |                                                                    |                                                                    |  | Villarreal      | 3                                                                 | 0                                                                 | 3                                                                 |                                                                   |  |           |                                                         |                                                         |                                                         |                                                         |  |                     |                                                   |                                                   |  |
|  |                                                                         |                                                                         | Sevilla                                                                 | 3                                                                       | 3 | 6                  |                                                                    |                                                                    |                                                                    |                                                                    |  |                 |                                                                   |                                                                   |                                                                   |                                                                   |  |           |                                                         |                                                         |                                                         |                                                         |  |                     |                                                   |                                                   |  |
|  | Real Unión                                                              | 0                                                                       | Sevilla                                                                 | 3                                                                       | 3 | 6                  | 1                                                                  | 1                                                                  |                                                                    |                                                                    |  |                 |                                                                   |                                                                   |                                                                   |                                                                   |  |           |                                                         |                                                         |                                                         |                                                         |  |                     |                                                   |                                                   |  |
|  | Real Unión                                                              | 0                                                                       |                                                                         |                                                                         |   |                    |                                                                    |                                                                    |                                                                    |                                                                    |  |                 |                                                                   |                                                                   |                                                                   |                                                                   |  |           |                                                         |                                                         |                                                         |                                                         |  |                     |                                                   |                                                   |  |
|  | Sevilla                                                                 | 4                                                                       | 6                                                                       | 10                                                                      |   |                    |                                                                    |                                                                    |                                                                    |                                                                    |  |                 |                                                                   |                                                                   |                                                                   |                                                                   |  |           |                                                         |                                                         |                                                         |                                                         |  |                     |                                                   |                                                   |  |
|  | Sevilla                                                                 | 4                                                                       | 6                                                                       | 10                                                                      |   | Sevilla            | 5                                                                  | 3                                                                  | 8                                                                  |                                                                    |  |                 |                                                                   |                                                                   |                                                                   |                                                                   |  |           |                                                         |                                                         |                                                         |                                                         |  |                     |                                                   |                                                   |  |
|  |                                                                         |                                                                         |                                                                         |                                                                         |   | Sevilla            | 5                                                                  | 3                                                                  | 8                                                                  |                                                                    |  |                 |                                                                   |                                                                   |                                                                   |                                                                   |  |           |                                                         |                                                         |                                                         |                                                         |  |                     |                                                   |                                                   |  |
|  |                                                                         |                                                                         | Málaga                                                                  | 3                                                                       | 0 | 3                  |                                                                    |                                                                    |                                                                    |                                                                    |  |                 |                                                                   |                                                                   |                                                                   |                                                                   |  |           |                                                         |                                                         |                                                         |                                                         |  |                     |                                                   |                                                   |  |
|  | Hércules                                                                | 0                                                                       | Málaga                                                                  | 3                                                                       | 0 | 3                  | 2                                                                  | 2                                                                  |                                                                    |                                                                    |  |                 |                                                                   |                                                                   |                                                                   |                                                                   |  |           |                                                         |                                                         |                                                         |                                                         |  |                     |                                                   |                                                   |  |
|  | Hércules                                                                | 0                                                                       |                                                                         |                                                                         |   |                    |                                                                    |                                                                    |                                                                    |                                                                    |  |                 |                                                                   |                                                                   |                                                                   |                                                                   |  |           |                                                         |                                                         |                                                         |                                                         |  |                     |                                                   |                                                   |  |
|  | Málaga                                                                  | 0                                                                       | 3                                                                       | 3                                                                       |   |                    |                                                                    |                                                                    |                                                                    |                                                                    |  |                 |                                                                   |                                                                   |                                                                   |                                                                   |  |           |                                                         |                                                         |                                                         |                                                         |  |                     |                                                   |                                                   |  |
|  | Málaga                                                                  | 0                                                                       | 3                                                                       | 3                                                                       |   |                    |                                                                    |                                                                    |                                                                    |                                                                    |  |                 |                                                                   |                                                                   |                                                                   |                                                                   |  | Sevilla   | 0                                                       | 0                                                       | 0                                                       |                                                         |  |                     |                                                   |                                                   |  |
|  |                                                                         |                                                                         |                                                                         |                                                                         |   |                    |                                                                    |                                                                    |                                                                    |                                                                    |  |                 |                                                                   |                                                                   |                                                                   |                                                                   |  | Sevilla   | 0                                                       | 0                                                       | 0                                                       |                                                         |  |                     |                                                   |                                                   |  |
|  |                                                                         |                                                                         | Real Madrid                                                             | 1                                                                       | 2 | 3                  |                                                                    |                                                                    |                                                                    |                                                                    |  |                 |                                                                   |                                                                   |                                                                   |                                                                   |  |           |                                                         |                                                         |                                                         |                                                         |  |                     |                                                   |                                                   |  |
|  | Real Murcia                                                             | 0                                                                       | Real Madrid                                                             | 1                                                                       | 2 | 3                  | 1                                                                  | 1                                                                  |                                                                    |                                                                    |  |                 |                                                                   |                                                                   |                                                                   |                                                                   |  |           |                                                         |                                                         |                                                         |                                                         |  |                     |                                                   |                                                   |  |
|  | Real Murcia                                                             | 0                                                                       |                                                                         |                                                                         |   |                    |                                                                    |                                                                    |                                                                    |                                                                    |  |                 |                                                                   |                                                                   |                                                                   |                                                                   |  |           |                                                         |                                                         |                                                         |                                                         |  |                     |                                                   |                                                   |  |
|  | Real Madrid                                                             | 0                                                                       | 5                                                                       | 5                                                                       |   |                    |                                                                    |                                                                    |                                                                    |                                                                    |  |                 |                                                                   |                                                                   |                                                                   |                                                                   |  |           |                                                         |                                                         |                                                         |                                                         |  |                     |                                                   |                                                   |  |
|  | Real Madrid                                                             | 0                                                                       | 5                                                                       | 5                                                                       |   | Real Madrid        | 8                                                                  | 0                                                                  | 8                                                                  |                                                                    |  |                 |                                                                   |                                                                   |                                                                   |                                                                   |  |           |                                                         |                                                         |                                                         |                                                         |  |                     |                                                   |                                                   |  |
|  |                                                                         |                                                                         |                                                                         |                                                                         |   | Real Madrid        | 8                                                                  | 0                                                                  | 8                                                                  |                                                                    |  |                 |                                                                   |                                                                   |                                                                   |                                                                   |  |           |                                                         |                                                         |                                                         |                                                         |  |                     |                                                   |                                                   |  |
|  |                                                                         |                                                                         | Levante                                                                 | 0                                                                       | 2 | 2                  |                                                                    |                                                                    |                                                                    |                                                                    |  |                 |                                                                   |                                                                   |                                                                   |                                                                   |  |           |                                                         |                                                         |                                                         |                                                         |  |                     |                                                   |                                                   |  |
|  | Xerez                                                                   | 2                                                                       | Levante                                                                 | 0                                                                       | 2 | 2                  | 2                                                                  | 4                                                                  |                                                                    |                                                                    |  |                 |                                                                   |                                                                   |                                                                   |                                                                   |  |           |                                                         |                                                         |                                                         |                                                         |  |                     |                                                   |                                                   |  |
|  | Xerez                                                                   | 2                                                                       |                                                                         |                                                                         |   |                    |                                                                    |                                                                    |                                                                    |                                                                    |  |                 |                                                                   |                                                                   |                                                                   |                                                                   |  |           |                                                         |                                                         |                                                         |                                                         |  |                     |                                                   |                                                   |  |
|  | Levante (v.)                                                            | 3                                                                       | 1                                                                       | 4                                                                       |   |                    |                                                                    |                                                                    |                                                                    |                                                                    |  |                 |                                                                   |                                                                   |                                                                   |                                                                   |  |           |                                                         |                                                         |                                                         |                                                         |  |                     |                                                   |                                                   |  |
|  | Levante (v.)                                                            | 3                                                                       | 1                                                                       | 4                                                                       |   |                    |                                                                    |                                                                    |                                                                    |                                                                    |  | Real Madrid     | 3                                                                 | 1                                                                 | 4                                                                 |                                                                   |  |           |                                                         |                                                         |                                                         |                                                         |  |                     |                                                   |                                                   |  |
|  |                                                                         |                                                                         |                                                                         |                                                                         |   |                    |                                                                    |                                                                    |                                                                    |                                                                    |  | Real Madrid     | 3                                                                 | 1                                                                 | 4                                                                 |                                                                   |  |           |                                                         |                                                         |                                                         |                                                         |  |                     |                                                   |                                                   |  |
|  |                                                                         |                                                                         | Atlético de Madrid                                                      | 1                                                                       | 0 | 1                  |                                                                    |                                                                    |                                                                    |                                                                    |  |                 |                                                                   |                                                                   |                                                                   |                                                                   |  |           |                                                         |                                                         |                                                         |                                                         |  |                     |                                                   |                                                   |  |
|  | Uni. de Las Palmas                                                      | 0                                                                       | Atlético de Madrid                                                      | 1                                                                       | 0 | 1                  | 1                                                                  | 1                                                                  |                                                                    |                                                                    |  |                 |                                                                   |                                                                   |                                                                   |                                                                   |  |           |                                                         |                                                         |                                                         |                                                         |  |                     |                                                   |                                                   |  |
|  | Uni. de Las Palmas                                                      | 0                                                                       |                                                                         |                                                                         |   |                    |                                                                    |                                                                    |                                                                    |                                                                    |  |                 |                                                                   |                                                                   |                                                                   |                                                                   |  |           |                                                         |                                                         |                                                         |                                                         |  |                     |                                                   |                                                   |  |
|  | Atlético de Madrid                                                      | 5                                                                       | 1                                                                       | 6                                                                       |   |                    |                                                                    |                                                                    |                                                                    |                                                                    |  |                 |                                                                   |                                                                   |                                                                   |                                                                   |  |           |                                                         |                                                         |                                                         |                                                         |  |                     |                                                   |                                                   |  |
|  | Atlético de Madrid                                                      | 5                                                                       | 1                                                                       | 6                                                                       |   | Atlético de Madrid | 1                                                                  | 1                                                                  | 2                                                                  |                                                                    |  |                 |                                                                   |                                                                   |                                                                   |                                                                   |  |           |                                                         |                                                         |                                                         |                                                         |  |                     |                                                   |                                                   |  |
|  |                                                                         |                                                                         |                                                                         |                                                                         |   | Atlético de Madrid | 1                                                                  | 1                                                                  | 2                                                                  |                                                                    |  |                 |                                                                   |                                                                   |                                                                   |                                                                   |  |           |                                                         |                                                         |                                                         |                                                         |  |                     |                                                   |                                                   |  |
|  |                                                                         |                                                                         | Espanyol                                                                | 0                                                                       | 1 | 1                  |                                                                    |                                                                    |                                                                    |                                                                    |  |                 |                                                                   |                                                                   |                                                                   |                                                                   |  |           |                                                         |                                                         |                                                         |                                                         |  |                     |                                                   |                                                   |  |
|  | Real Valladolid                                                         | 0                                                                       | Espanyol                                                                | 0                                                                       | 1 | 1                  | 1                                                                  | 1                                                                  |                                                                    |                                                                    |  |                 |                                                                   |                                                                   |                                                                   |                                                                   |  |           |                                                         |                                                         |                                                         |                                                         |  |                     |                                                   |                                                   |  |
|  | Real Valladolid                                                         | 0                                                                       |                                                                         |                                                                         |   |                    |                                                                    |                                                                    |                                                                    |                                                                    |  |                 |                                                                   |                                                                   |                                                                   |                                                                   |  |           |                                                         |                                                         |                                                         |                                                         |  |                     |                                                   |                                                   |  |
|  | Espanyol                                                                | 2                                                                       | 1                                                                       | 3                                                                       |   |                    |                                                                    |                                                                    |                                                                    |                                                                    |  |                 |                                                                   |                                                                   |                                                                   |                                                                   |  |           |                                                         |                                                         |                                                         |                                                         |  |                     |                                                   |                                                   |  |
|  | Espanyol                                                                | 2                                                                       | 1                                                                       | 3                                                                       |   |                    |                                                                    |                                                                    |                                                                    |                                                                    |  |                 |                                                                   |                                                                   |                                                                   |                                                                   |  |           |                                                         |                                                         |                                                         |                                                         |  | Real Madrid (t. s.) | 1                                                 |                                                   |  |
|  |                                                                         |                                                                         |                                                                         |                                                                         |   |                    |                                                                    |                                                                    |                                                                    |                                                                    |  |                 |                                                                   |                                                                   |                                                                   |                                                                   |  |           |                                                         |                                                         |                                                         |                                                         |  | Real Madrid (t. s.) | 1                                                 |                                                   |  |
|  |                                                                         |                                                                         | Barcelona                                                               | 0                                                                       |   |                    |                                                                    |                                                                    |                                                                    |                                                                    |  |                 |                                                                   |                                                                   |                                                                   |                                                                   |  |           |                                                         |                                                         |                                                         |                                                         |  |                     |                                                   |                                                   |  |
|  | Ceuta                                                                   | 0                                                                       | Barcelona                                                               | 0                                                                       | 1 | 1                  |                                                                    |                                                                    |                                                                    |                                                                    |  |                 |                                                                   |                                                                   |                                                                   |                                                                   |  |           |                                                         |                                                         |                                                         |                                                         |  |                     |                                                   |                                                   |  |
|  | Ceuta                                                                   | 0                                                                       |                                                                         |                                                                         |   |                    |                                                                    |                                                                    |                                                                    |                                                                    |  |                 |                                                                   |                                                                   |                                                                   |                                                                   |  |           |                                                         |                                                         |                                                         |                                                         |  |                     |                                                   |                                                   |  |
|  | Barcelona                                                               | 2                                                                       | 5                                                                       | 7                                                                       |   |                    |                                                                    |                                                                    |                                                                    |                                                                    |  |                 |                                                                   |                                                                   |                                                                   |                                                                   |  |           |                                                         |                                                         |                                                         |                                                         |  |                     |                                                   |                                                   |  |
|  | Barcelona                                                               | 2                                                                       | 5                                                                       | 7                                                                       |   | Barcelona (v.)     | 0                                                                  | 1                                                                  | 1                                                                  |                                                                    |  |                 |                                                                   |                                                                   |                                                                   |                                                                   |  |           |                                                         |                                                         |                                                         |                                                         |  |                     |                                                   |                                                   |  |
|  |                                                                         |                                                                         |                                                                         |                                                                         |   | Barcelona (v.)     | 0                                                                  | 1                                                                  | 1                                                                  |                                                                    |  |                 |                                                                   |                                                                   |                                                                   |                                                                   |  |           |                                                         |                                                         |                                                         |                                                         |  |                     |                                                   |                                                   |  |
|  |                                                                         |                                                                         | Athletic Club                                                           | 0                                                                       | 1 | 1                  |                                                                    |                                                                    |                                                                    |                                                                    |  |                 |                                                                   |                                                                   |                                                                   |                                                                   |  |           |                                                         |                                                         |                                                         |                                                         |  |                     |                                                   |                                                   |  |
|  | Alcorcón                                                                | 0                                                                       | Athletic Club                                                           | 0                                                                       | 1 | 1                  | 0                                                                  | 0                                                                  |                                                                    |                                                                    |  |                 |                                                                   |                                                                   |                                                                   |                                                                   |  |           |                                                         |                                                         |                                                         |                                                         |  |                     |                                                   |                                                   |  |
|  | Alcorcón                                                                | 0                                                                       |                                                                         |                                                                         |   |                    |                                                                    |                                                                    |                                                                    |                                                                    |  |                 |                                                                   |                                                                   |                                                                   |                                                                   |  |           |                                                         |                                                         |                                                         |                                                         |  |                     |                                                   |                                                   |  |
|  | Athletic Club                                                           | 1                                                                       | 2                                                                       | 3                                                                       |   |                    |                                                                    |                                                                    |                                                                    |                                                                    |  |                 |                                                                   |                                                                   |                                                                   |                                                                   |  |           |                                                         |                                                         |                                                         |                                                         |  |                     |                                                   |                                                   |  |
|  | Athletic Club                                                           | 1                                                                       | 2                                                                       | 3                                                                       |   |                    |                                                                    |                                                                    |                                                                    |                                                                    |  | Barcelona       | 5                                                                 | 1                                                                 | 6                                                                 |                                                                   |  |           |                                                         |                                                         |                                                         |                                                         |  |                     |                                                   |                                                   |  |
|  |                                                                         |                                                                         |                                                                         |                                                                         |   |                    |                                                                    |                                                                    |                                                                    |                                                                    |  | Barcelona       | 5                                                                 | 1                                                                 | 6                                                                 |                                                                   |  |           |                                                         |                                                         |                                                         |                                                         |  |                     |                                                   |                                                   |  |
|  |                                                                         |                                                                         | Real Betis                                                              | 0                                                                       | 3 | 3                  |                                                                    |                                                                    |                                                                    |                                                                    |  |                 |                                                                   |                                                                   |                                                                   |                                                                   |  |           |                                                         |                                                         |                                                         |                                                         |  |                     |                                                   |                                                   |  |
|  | Real Betis (v.)                                                         | 0                                                                       | Real Betis                                                              | 0                                                                       | 3 | 3                  | 2                                                                  | 2                                                                  |                                                                    |                                                                    |  |                 |                                                                   |                                                                   |                                                                   |                                                                   |  |           |                                                         |                                                         |                                                         |                                                         |  |                     |                                                   |                                                   |  |
|  | Real Betis (v.)                                                         | 0                                                                       |                                                                         |                                                                         |   |                    |                                                                    |                                                                    |                                                                    |                                                                    |  |                 |                                                                   |                                                                   |                                                                   |                                                                   |  |           |                                                         |                                                         |                                                         |                                                         |  |                     |                                                   |                                                   |  |
|  | Real Zaragoza                                                           | 1                                                                       | 1                                                                       | 2                                                                       |   |                    |                                                                    |                                                                    |                                                                    |                                                                    |  |                 |                                                                   |                                                                   |                                                                   |                                                                   |  |           |                                                         |                                                         |                                                         |                                                         |  |                     |                                                   |                                                   |  |
|  | Real Zaragoza                                                           | 1                                                                       | 1                                                                       | 2                                                                       |   | Real Betis         | 1                                                                  | 3                                                                  | 4                                                                  |                                                                    |  |                 |                                                                   |                                                                   |                                                                   |                                                                   |  |           |                                                         |                                                         |                                                         |                                                         |  |                     |                                                   |                                                   |  |
|  |                                                                         |                                                                         |                                                                         |                                                                         |   | Real Betis         | 1                                                                  | 3                                                                  | 4                                                                  |                                                                    |  |                 |                                                                   |                                                                   |                                                                   |                                                                   |  |           |                                                         |                                                         |                                                         |                                                         |  |                     |                                                   |                                                   |  |
|  |                                                                         |                                                                         | Getafe                                                                  | 2                                                                       | 1 | 3                  |                                                                    |                                                                    |                                                                    |                                                                    |  |                 |                                                                   |                                                                   |                                                                   |                                                                   |  |           |                                                         |                                                         |                                                         |                                                         |  |                     |                                                   |                                                   |  |
|  | Club Portugalete                                                        | 1                                                                       | Getafe                                                                  | 2                                                                       | 1 | 3                  | 0                                                                  | 1                                                                  |                                                                    |                                                                    |  |                 |                                                                   |                                                                   |                                                                   |                                                                   |  |           |                                                         |                                                         |                                                         |                                                         |  |                     |                                                   |                                                   |  |
|  | Club Portugalete                                                        | 1                                                                       |                                                                         |                                                                         |   |                    |                                                                    |                                                                    |                                                                    |                                                                    |  |                 |                                                                   |                                                                   |                                                                   |                                                                   |  |           |                                                         |                                                         |                                                         |                                                         |  |                     |                                                   |                                                   |  |
|  | Getafe (v.)                                                             | 1                                                                       | 0                                                                       | 1                                                                       |   |                    |                                                                    |                                                                    |                                                                    |                                                                    |  |                 |                                                                   |                                                                   |                                                                   |                                                                   |  |           |                                                         |                                                         |                                                         |                                                         |  |                     |                                                   |                                                   |  |
|  | Getafe (v.)                                                             | 1                                                                       | 0                                                                       | 1                                                                       |   |                    |                                                                    |                                                                    |                                                                    |                                                                    |  |                 |                                                                   |                                                                   |                                                                   |                                                                   |  | Barcelona | 5                                                       | 3                                                       | 8                                                       |                                                         |  |                     |                                                   |                                                   |  |
|  |                                                                         |                                                                         |                                                                         |                                                                         |   |                    |                                                                    |                                                                    |                                                                    |                                                                    |  |                 |                                                                   |                                                                   |                                                                   |                                                                   |  | Barcelona | 5                                                       | 3                                                       | 8                                                       |                                                         |  |                     |                                                   |                                                   |  |
|  |                                                                         |                                                                         | Almería                                                                 | 0                                                                       | 0 | 0                  |                                                                    |                                                                    |                                                                    |                                                                    |  |                 |                                                                   |                                                                   |                                                                   |                                                                   |  |           |                                                         |                                                         |                                                         |                                                         |  |                     |                                                   |                                                   |  |
|  | Real Sociedad                                                           | 2                                                                       | Almería                                                                 | 0                                                                       | 0 | 0                  | 1                                                                  | 3                                                                  |                                                                    |                                                                    |  |                 |                                                                   |                                                                   |                                                                   |                                                                   |  |           |                                                         |                                                         |                                                         |                                                         |  |                     |                                                   |                                                   |  |
|  | Real Sociedad                                                           | 2                                                                       |                                                                         |                                                                         |   |                    |                                                                    |                                                                    |                                                                    |                                                                    |  |                 |                                                                   |                                                                   |                                                                   |                                                                   |  |           |                                                         |                                                         |                                                         |                                                         |  |                     |                                                   |                                                   |  |
|  | Almería                                                                 | 3                                                                       | 2                                                                       | 5                                                                       |   |                    |                                                                    |                                                                    |                                                                    |                                                                    |  |                 |                                                                   |                                                                   |                                                                   |                                                                   |  |           |                                                         |                                                         |                                                         |                                                         |  |                     |                                                   |                                                   |  |
|  | Almería                                                                 | 3                                                                       | 2                                                                       | 5                                                                       |   | Almería            | 4                                                                  | 4                                                                  | 8                                                                  |                                                                    |  |                 |                                                                   |                                                                   |                                                                   |                                                                   |  |           |                                                         |                                                         |                                                         |                                                         |  |                     |                                                   |                                                   |  |
|  |                                                                         |                                                                         |                                                                         |                                                                         |   | Almería            | 4                                                                  | 4                                                                  | 8                                                                  |                                                                    |  |                 |                                                                   |                                                                   |                                                                   |                                                                   |  |           |                                                         |                                                         |                                                         |                                                         |  |                     |                                                   |                                                   |  |
|  |                                                                         |                                                                         | Mallorca                                                                | 3                                                                       | 3 | 6                  |                                                                    |                                                                    |                                                                    |                                                                    |  |                 |                                                                   |                                                                   |                                                                   |                                                                   |  |           |                                                         |                                                         |                                                         |                                                         |  |                     |                                                   |                                                   |  |
|  | Mallorca                                                                | 3                                                                       | Mallorca                                                                | 3                                                                       | 3 | 6                  | 2                                                                  | 5                                                                  |                                                                    |                                                                    |  |                 |                                                                   |                                                                   |                                                                   |                                                                   |  |           |                                                         |                                                         |                                                         |                                                         |  |                     |                                                   |                                                   |  |
|  | Mallorca                                                                | 3                                                                       |                                                                         |                                                                         |   |                    |                                                                    |                                                                    |                                                                    |                                                                    |  |                 |                                                                   |                                                                   |                                                                   |                                                                   |  |           |                                                         |                                                         |                                                         |                                                         |  |                     |                                                   |                                                   |  |
|  | Sporting de Gijón                                                       | 1                                                                       | 2                                                                       | 3                                                                       |   |                    |                                                                    |                                                                    |                                                                    |                                                                    |  |                 |                                                                   |                                                                   |                                                                   |                                                                   |  |           |                                                         |                                                         |                                                         |                                                         |  |                     |                                                   |                                                   |  |
|  | Sporting de Gijón                                                       | 1                                                                       | 2                                                                       | 3                                                                       |   |                    |                                                                    |                                                                    |                                                                    |                                                                    |  | Almería (t. s.) | 1                                                                 | 3                                                                 | 4                                                                 |                                                                   |  |           |                                                         |                                                         |                                                         |                                                         |  |                     |                                                   |                                                   |  |
|  |                                                                         |                                                                         |                                                                         |                                                                         |   |                    |                                                                    |                                                                    |                                                                    |                                                                    |  | Almería (t. s.) | 1                                                                 | 3                                                                 | 4                                                                 |                                                                   |  |           |                                                         |                                                         |                                                         |                                                         |  |                     |                                                   |                                                   |  |
|  |                                                                         |                                                                         | Deportivo La Coruña                                                     | 0                                                                       | 2 | 2                  |                                                                    |                                                                    |                                                                    |                                                                    |  |                 |                                                                   |                                                                   |                                                                   |                                                                   |  |           |                                                         |                                                         |                                                         |                                                         |  |                     |                                                   |                                                   |  |
|  | Córdoba (t. s.) (v.)                                                    | 2                                                                       | Deportivo La Coruña                                                     | 0                                                                       | 2 | 2                  | 1                                                                  | 3                                                                  |                                                                    |                                                                    |  |                 |                                                                   |                                                                   |                                                                   |                                                                   |  |           |                                                         |                                                         |                                                         |                                                         |  |                     |                                                   |                                                   |  |
|  | Córdoba (t. s.) (v.)                                                    | 2                                                                       |                                                                         |                                                                         |   |                    |                                                                    |                                                                    |                                                                    |                                                                    |  |                 |                                                                   |                                                                   |                                                                   |                                                                   |  |           |                                                         |                                                         |                                                         |                                                         |  |                     |                                                   |                                                   |  |
|  | Racing de Santander                                                     | 0                                                                       | 3                                                                       | 3                                                                       |   |                    |                                                                    |                                                                    |                                                                    |                                                                    |  |                 |                                                                   |                                                                   |                                                                   |                                                                   |  |           |                                                         |                                                         |                                                         |                                                         |  |                     |                                                   |                                                   |  |
|  | Racing de Santander                                                     | 0                                                                       | 3                                                                       | 3                                                                       |   | Córdoba            | 1                                                                  | 1                                                                  | 2                                                                  |                                                                    |  |                 |                                                                   |                                                                   |                                                                   |                                                                   |  |           |                                                         |                                                         |                                                         |                                                         |  |                     |                                                   |                                                   |  |
|  |                                                                         |                                                                         |                                                                         |                                                                         |   | Córdoba            | 1                                                                  | 1                                                                  | 2                                                                  |                                                                    |  |                 |                                                                   |                                                                   |                                                                   |                                                                   |  |           |                                                         |                                                         |                                                         |                                                         |  |                     |                                                   |                                                   |  |
|  |                                                                         |                                                                         | Deportivo La Coruña (t. s.)                                             | 1                                                                       | 3 | 4                  |                                                                    |                                                                    |                                                                    |                                                                    |  |                 |                                                                   |                                                                   |                                                                   |                                                                   |  |           |                                                         |                                                         |                                                         |                                                         |  |                     |                                                   |                                                   |  |
|  | Osasuna                                                                 | 1                                                                       | Deportivo La Coruña (t. s.)                                             | 1                                                                       | 3 | 4                  | 1                                                                  | 2                                                                  |                                                                    |                                                                    |  |                 |                                                                   |                                                                   |                                                                   |                                                                   |  |           |                                                         |                                                         |                                                         |                                                         |  |                     |                                                   |                                                   |  |
|  | Osasuna                                                                 | 1                                                                       |                                                                         |                                                                         |   |                    |                                                                    |                                                                    |                                                                    |                                                                    |  |                 |                                                                   |                                                                   |                                                                   |                                                                   |  |           |                                                         |                                                         |                                                         |                                                         |  |                     |                                                   |                                                   |  |
|  | Deportivo La Coruña                                                     | 1                                                                       | 2                                                                       | 3                                                                       |   |                    |                                                                    |                                                                    |                                                                    |                                                                    |  |                 |                                                                   |                                                                   |                                                                   |                                                                   |  |           |                                                         |                                                         |                                                         |                                                         |  |                     |                                                   |                                                   |  |
|  | Deportivo La Coruña                                                     | 1                                                                       | 2                                                                       | 3                                                                       |   |                    |                                                                    |                                                                    |                                                                    |                                                                    |  |                 |                                                                   |                                                                   |                                                                   |                                                                   |  |           |                                                         |                                                         |                                                         |                                                         |  |                     |                                                   |                                                   |  |
|  |                                                                         |                                                                         |                                                                         |                                                                         |   |                    |                                                                    |                                                                    |                                                                    |                                                                    |  |                 |                                                                   |                                                                   |                                                                   |                                                                   |  |           |                                                         |                                                         |                                                         |                                                         |  |                     |                                                   |                                                   |  |

## Dieciseisavos de final
La eliminatoria se jugó a doble partido los días 24 de octubre de 2010 (ida) y 10 de noviembre de 2010 (vuelta).
| Local ida                 | Resultado global | Local vuelta           | Ida | Vuelta |
| ------------------------- | ---------------- | ---------------------- | --- | ------ |
| Real Murcia               | 1-5              | Real Madrid            | 0-0 | 1-5    |
| Ceuta                     | 1-7              | Barcelona              | 0-2 | 1-5    |
| Real Unión                | 1-10             | Sevilla                | 0-4 | 1-6    |
| Logroñés                  | 1-7              | Valencia               | 0-3 | 1-4    |
| Poli Ejido                | 1-3              | Villarreal             | 1-1 | 0-2    |
| Xerez                     | 4-4 (v.)         | Levante                | 2-3 | 2-1    |
| Córdoba                   | 3-3 (pró.) (v.)  | Racing de Santander    | 2-0 | 1-3    |
| Club Portugalete          | 1-1 (v.)         | Getafe                 | 1-1 | 0-0    |
| Hércules                  | 2-3              | Málaga                 | 0-0 | 2-3    |
| Mallorca                  | 5-3              | Sporting de Gijón      | 3-1 | 2-2    |
| Real Valladolid           | 1-3              | Espanyol               | 0-2 | 1-1    |
| Real Betis                | 2-2 (v.)         | Real Zaragoza          | 0-1 | 2-1    |
| Universidad de Las Palmas | 1-6              | Atlético de Madrid     | 0-5 | 1-1    |
| Alcorcón                  | 0-3              | Athletic Bilbao        | 0-1 | 0-2    |
| Osasuna                   | 2-3              | Deportivo de La Coruña | 1-1 | 1-2    |
| Real Sociedad             | 3-5              | Almería                | 2-3 | 1-2    |

## Octavos de final
| Local ida          | Resultado global | Local vuelta           | Ida | Vuelta |
| ------------------ | ---------------- | ---------------------- | --- | ------ |
| Valencia           | 2-4              | Villarreal             | 0-0 | 2-4    |
| Sevilla            | 8-3              | Málaga                 | 5-3 | 3-0    |
| Real Madrid        | 8-2              | Levante                | 8-0 | 0-2    |
| Atlético de Madrid | 2-1              | Espanyol               | 1-0 | 1-1    |
| Barcelona          | 1-1 (v.)         | Athletic Club          | 0-0 | 1-1    |
| Real Betis         | 4-3              | Getafe                 | 1-2 | 3-1    |
| Almería            | 8-6              | Mallorca               | 4-3 | 4-3    |
| Córdoba            | 2-4 (pró.)       | Deportivo de La Coruña | 1-1 | 1-3    |

### Valencia - Villarreal
| Ida; 21 de diciembre de 2010, 22:00 (CEST) | Valencia C. F. | 0:0     | Villarreal C. F. | Estadio de Mestalla, Valencia       |                                     |
|                                            |                | Reporte |                  | Árbitro(s): Carlos Delgado Ferreiro | Árbitro(s): Carlos Delgado Ferreiro |

| Vuelta; 6 de enero de 2011, 18:00 (CEST) | Villarreal C. F.                                              | 4:2 (0:2) | Valencia C. F.          | El Madrigal, Villarreal              |                                      |
|                                          | Cazorla 47' · Giuseppe Rossi 49' (pen.) 90' · Marco Rubén 64' | Reporte   | Banega 5' · Soldado 23' | Árbitro(s): Rafael Ramírez Domínguez | Árbitro(s): Rafael Ramírez Domínguez |

### Sevilla - Málaga
| Ida; 22 de diciembre de 2010, 20:00 (CEST) | Sevilla F. C.                                          | 5:3 (2:3) | Málaga C. F.                             | Estadio Sánchez Pizjuán, Sevilla       |                                        |
|                                            | Alfaro 11' · Negredo 32' · Romaric 66' 80' · Capel 82' | Reporte   | Rondón 19' 26' · Quincy Owusu-Abeyie 41' | Árbitro(s): Eduardo Iturralde González | Árbitro(s): Eduardo Iturralde González |

| Vuelta; 5 de enero de 2011, 18:00 (CEST) | Málaga C. F. | 0:3 (0:0) | Sevilla F. C.                           | La Rosaleda, Málaga                     |                                         |
|                                          |              | Reporte   | Romaric 52' · Perotti 65' · Fabiano 89' | Árbitro(s): Ignacio Iglesias Villanueva | Árbitro(s): Ignacio Iglesias Villanueva |

### Real Madrid - Levante
| Ida; 22 de diciembre de 2010, 22:00 (CEST) | Real Madrid C. F.                                                              | 8:0 (4:0) | Levante U. D. | Santiago Bernabéu, Madrid                                           |                                                                     |
|                                            | Benzema 6' 32' 69' · Özil 10' · Cristiano Ronaldo 45' 71' 74' · Pedro León 90' | Reporte   |               | Asistencia: 60.000 espectadores Árbitro(s): Javier Turienzo Álvarez | Asistencia: 60.000 espectadores Árbitro(s): Javier Turienzo Álvarez |

| Vuelta; 6 de enero de 2011, 22:00 (CEST) | Levante U. D.                                | 2:0 (0:0) | Real Madrid C. F. | Estadio Ciutat de Valencia, Valencia |                                      |
|                                          | Xisco Muñoz 62' (pen.) · Sergio González 86' | Reporte   |                   | Árbitro(s): Javier Estrada Fernández | Árbitro(s): Javier Estrada Fernández |

### Atlético de Madrid - Espanyol
| Ida; 22 de diciembre de 2010, 20:00 (CEST) | C. Atlético de Madrid | 1:0 (1:0) | R. C. D. Espanyol | Estadio Vicente Calderón, Madrid     |                                      |
|                                            | Simão 32'             | Reporte   |                   | Árbitro(s): David Fernández Borbalán | Árbitro(s): David Fernández Borbalán |

| Vuelta; 6 de enero de 2011, 20:00 (CEST) | R. C. D. Espanyol | 1:1 (0:1) | C. Atlético de Madrid | Estadio Cornellá-El Prat, Barcelona |                                     |
|                                          | Luis García 90+3' | Reporte   | Agüero 24'            | Árbitro(s): Miguel Ángel Pérez Lasa | Árbitro(s): Miguel Ángel Pérez Lasa |

### Barcelona - Athletic Club
| Ida; 21 de diciembre de 2010, 20:00 (CEST) | F. C. Barcelona | 0:0     | Athletic Club | Camp Nou, Barcelona                                                    |                                                                        |
|                                            |                 | Reporte |               | Asistencia: 45 000 espectadores Árbitro(s): Antonio Miguel Mateu Lahoz | Asistencia: 45 000 espectadores Árbitro(s): Antonio Miguel Mateu Lahoz |

| Vuelta; 5 de enero de 2011, 22:00 (CEST)             | Athletic Club | 1:1 (0:0) | F. C. Barcelona | Estadio de San Mamés, Bilbao                                      |                                                                   |
|                                                      | Llorente 85'  | Reporte   | Abidal 74'      | Asistencia: 45 000 espectadores Árbitro(s): César Muñiz Fernández | Asistencia: 45 000 espectadores Árbitro(s): César Muñiz Fernández |
| Eliminatoria resuelta por regla del gol de visitante |               |           |                 |                                                                   |                                                                   |

### Real Betis - Getafe
| Ida; 22 de diciembre de 2010, 20:00 (CEST) | Real Betis       | 1:2 (0:2) | Getafe C. F.              | Benito Villamarín, Sevilla          |                                     |
|                                            | Jorge Molina 87' | Reporte   | Miku 26' · Pedro Ríos 34' | Árbitro(s): Miguel Ángel Ayza Gámez | Árbitro(s): Miguel Ángel Ayza Gámez |

| Vuelta; 6 de enero de 2011, 12:00 (CEST) | Getafe C. F.   | 1:3 (0:0) | Real Betis                              | Coliseum Alfonso Pérez, Getafe |                               |
|                                          | Casquero 90+2' | Reporte   | Jorge Molina 56' · Rubén Castro 72' 90' | Árbitro(s): Carlos Clos Gómez  | Árbitro(s): Carlos Clos Gómez |

### Almería - Mallorca
| Ida; 22 de diciembre de 2010, 20:00 (CEST) | U. D. Almería               | 4:3 (2:2) | R. C. D. Mallorca                     | Estadio de los Juegos Mediterráneos, Almería |                                        |
|                                            | Ulloa 6' 28' 72' · Uche 65' | Reporte   | De Guzmán 22' · Víctor 44' · Webó 88' | Árbitro(s): Fernando Teixeira Vitienes       | Árbitro(s): Fernando Teixeira Vitienes |

| Vuelta; 6 de enero de 2011, 16:00 (CEST) | R. C. D. Mallorca               | 3:4 (0:4) | U. D. Almería                | Iberostar Estadio, Palma de Mallorca |                                      |
|                                          | Cavenaghi 70' 77' · Pereira 76' | Reporte   | Piatti 1' 41' · Ortiz 4' 33' | Árbitro(s): Alberto Undiano Mallenco | Árbitro(s): Alberto Undiano Mallenco |

### Córdoba - Deportivo de La Coruña
| Ida; 21 de diciembre de 2010, 20:00 (CEST) | Córdoba C. F. | 1:1 (0:1) | R. C. Deportivo de La Coruña | Estadio Nuevo Arcángel, Córdoba         |                                         |
|                                            | Díaz 71'      | Reporte   | Riki 17' (pen.)              | Árbitro(s): José Luis González González | Árbitro(s): José Luis González González |

| Vuelta; 5 de enero de 2011, 20:00 (CEST) | R. C. Deportivo de La Coruña             | 3:1 (0:0) | Córdoba C. F. | Riazor, La Coruña                     |                                       |
|                                          | Adrián López 90' (pen.) 101' 120' (pen.) | Reporte   | Arteaga 86'   | Árbitro(s): Alfonso Álvarez Izquierdo | Árbitro(s): Alfonso Álvarez Izquierdo |
| Eliminatoria resuelta en la Prórroga     |                                          |           |               |                                       |                                       |

## Cuartos de final
| Local ida   | Resultado global | Local vuelta           | Ida | Vuelta |
| ----------- | ---------------- | ---------------------- | --- | ------ |
| Villarreal  | 3-6              | Sevilla                | 3-3 | 0-3    |
| Real Madrid | 4-1              | Atlético de Madrid     | 3-1 | 1-0    |
| Barcelona   | 6-3              | Real Betis             | 5-0 | 1-3    |
| Almería     | 4-2              | Deportivo de La Coruña | 1-0 | 3-2    |

### Villarreal - Sevilla
| Ida; 12 de enero de 2011, 20:00 (CEST) | Villarreal C. F.                                | 3:3 (2:1) | Sevilla F. C.                | Estadio El Madrigal, Villarreal                                      |                                                                      |
|                                        | Cani 23' · Giuseppe Rossi 28' · Marco Rubén 55' | Reporte   | Negredo 38' 60' · Alexis 88' | Asistencia: 24.000 espectadores Árbitro(s): Alberto Undiano Mallenco | Asistencia: 24.000 espectadores Árbitro(s): Alberto Undiano Mallenco |

| Vuelta; 18 de enero de 2011, 22:00 (CEST) | Sevilla F. C.                        | 3:0 (1:0) | Villarreal C. F. | Estadio Ramón Sánchez Pizjuán, Sevilla                              |                                                                     |
|                                           | Renato 6' · Kanouté 47' · Alexis 50' | Reporte   |                  | Asistencia: 30.000 espectadores Árbitro(s): Miguel Ángel Pérez Lasa | Asistencia: 30.000 espectadores Árbitro(s): Miguel Ángel Pérez Lasa |

### Real Madrid - Atlético de Madrid
| Ida; 13 de enero de 2011, 22:00 (CEST) | Real Madrid C. F.                                         | 3:1 (1:1) | C. Atlético de Madrid | Estadio Santiago Bernabéu, Madrid                                      |                                                                        |
|                                        | Sergio Ramos 13' · Cristiano Ronaldo 62' · Mesut Özil 89' | Reporte   | Diego Forlán 6'       | Asistencia: 65.000 espectadores Árbitro(s): Antonio Miguel Mateu Lahoz | Asistencia: 65.000 espectadores Árbitro(s): Antonio Miguel Mateu Lahoz |

| Vuelta; 20 de enero de 2011, 22:00 (CEST) | C. Atlético de Madrid | 0:1 (0:1) | Real Madrid C. F.     | Estadio Vicente Calderón, Madrid                                    |                                                                     |
|                                           |                       | Reporte   | Cristiano Ronaldo 22' | Asistencia: 50.000 espectadores Árbitro(s): Javier Turienzo Álvarez | Asistencia: 50.000 espectadores Árbitro(s): Javier Turienzo Álvarez |

### Barcelona - Real Betis
| Ida; 12 de enero de 2011, 22:00 (CEST) | F. C. Barcelona                                  | 5:0 (1:0) | Real Betis | Camp Nou, Barcelona                                                 |                                                                     |
|                                        | Lionel Messi 43' 62' 73' · Pedro 76' · Keita 83' | Reporte   |            | Asistencia: 78.000 espectadores Árbitro(s): Carlos Velasco Carballo | Asistencia: 78.000 espectadores Árbitro(s): Carlos Velasco Carballo |

| Vuelta; 19 de enero de 2011, 22:00 (CEST) | Real Betis                      | 3:1 (3:1) | F. C. Barcelona  | Estadio Benito Villamarín, Sevilla                            |                                                               |
|                                           | Jorge Molina 1' 7' · Arzu 45+1' | Reporte   | Lionel Messi 37' | Asistencia: 30.000 espectadores Árbitro(s): Carlos Clos Gómez | Asistencia: 30.000 espectadores Árbitro(s): Carlos Clos Gómez |

### Almería - Deportivo de La Coruña
| Ida; 13 de enero de 2011, 20:00 (CEST) | U. D. Almería | 1:0 (1:0) | R. C. Deportivo de La Coruña | Estadio de los Juegos Mediterráneos, Almería                        |                                                                     |
|                                        | Rindarøy 34'  | Reporte   |                              | Asistencia: 3.000 espectadores Árbitro(s): Javier Estrada Fernández | Asistencia: 3.000 espectadores Árbitro(s): Javier Estrada Fernández |

| Vuelta; 19 de enero de 2011, 20:00 (CEST) | R. C. Deportivo de La Coruña   | 2:3 (1:2) | U. D. Almería                        | Estadio de Riazor, La Coruña                                           |                                                                        |
|                                           | Pablo Álvarez 43' · Adrián 52' | Reporte   | Corona 18' · Crusat 19' · Goitom 55' | Asistencia: 10.000 espectadores Árbitro(s): Eduardo Iturralde González | Asistencia: 10.000 espectadores Árbitro(s): Eduardo Iturralde González |

## Semifinal
| Local ida | Resultado global | Local vuelta | Ida | Vuelta |
| --------- | ---------------- | ------------ | --- | ------ |
| Sevilla   | 0-3              | Real Madrid  | 0-1 | 0-2    |
| Barcelona | 8-0              | Almería      | 5-0 | 3-0    |

### Sevilla - Real Madrid
| Ida; 26 de enero de 2011, 20:00 (CEST) | Sevilla F. C. | 0:1 (0:1) | Real Madrid C. F. | Estadio Ramón Sánchez Pizjuán, Sevilla                               |                                                                      |
|                                        |               | Reporte   | Benzema 17'       | Asistencia: 40.000 espectadores Árbitro(s): Alberto Undiano Mallenco | Asistencia: 40.000 espectadores Árbitro(s): Alberto Undiano Mallenco |

| Vuelta; 2 de febrero de 2011, 22:00 (CEST) | Real Madrid C. F.         | 2:0 (0:0) | Sevilla F. C. | Estadio Santiago Bernabéu, Madrid                                      |                                                                        |
|                                            | Özil 80' · Adebayor 90+3' | Reporte   |               | Asistencia: 75.000 espectadores Árbitro(s): Fernando Teixeira Vitienes | Asistencia: 75.000 espectadores Árbitro(s): Fernando Teixeira Vitienes |

### Barcelona - Almería
| Ida; 26 de enero de 2011, 22:00 (CEST) | F. C. Barcelona                                  | 5:0 (4:0) | U. D. Almería | Camp Nou, Barcelona                                                    |                                                                        |
|                                        | Messi 9' 16' · Villa 11' · Pedro 30' · Keita 88' | Reporte   |               | Asistencia: 49.875 espectadores Árbitro(s): Antonio Miguel Mateu Lahoz | Asistencia: 49.875 espectadores Árbitro(s): Antonio Miguel Mateu Lahoz |

| Vuelta; 2 de febrero de 2011, 20:00 (CEST) | U. D. Almería | 0:3 (0:1) | F. C. Barcelona                                  | Estadio de los Juegos Mediterráneos, Almería                        |                                                                     |
|                                            |               | Reporte   | Adriano 34' · Thiago Alcántara 55' · Afellay 65' | Asistencia: 18.000 espectadores Árbitro(s): Miguel Ángel Ayza Gámez | Asistencia: 18.000 espectadores Árbitro(s): Miguel Ángel Ayza Gámez |

## Final
| 13         | POR        | José Manuel Pinto |      |
| 21         | DEF        | Adriano Correia   |      |
| 3          | DEF        | Gerard Piqué      |      |
| 14         | DEF        | Javier Mascherano |      |
| 2          | DEF        | Daniel Alves      | 115' |
| 6          | MED        | Xavi Hernández    |      |
| 16         | MED        | Sergio Busquets   | 108' |
| 8          | MED        | Andrés Iniesta    |      |
| 7          | DEL        | David Villa       | 106' |
| 10         | DEL        | Lionel Messi      |      |
| 17         | DEL        | Pedro Rodríguez   |      |
| Entrenador | Entrenador | Josep Guardiola   |      |

| 1          | POR        | Iker Casillas     |                     |
| 17         | DEF        | Álvaro Arbeloa    |                     |
| 4          | DEF        | Sergio Ramos      |                     |
| 2          | DEF        | Ricardo Carvalho  | 119'                |
| 12         | DEF        | Marcelo Vieira    |                     |
| 3          | MED        | Pepe              |                     |
| 14         | MED        | Xabi Alonso       |                     |
| 24         | MED        | Sami Khedira      | 104'                |
| 23         | DEL        | Mesut Özil        | 69'                 |
| 7          | DEL        | Cristiano Ronaldo | Jugador del partido |
| 22         | DEL        | Ángel Di María    |                     |
| Entrenador | Entrenador | José Mourinho     |                     |

| 20 | DEL | Ibrahim Afellay | 106' |
| 15 | MED | Seydou Keïta    | 108' |
| 19 | MED | Maxwell Andrade | 115' |

| 6  | DEL | Emmanuel Adebayor | 69'  |
| 11 | MED | Esteban Granero   | 104' |
| 19 | DEF | Ezequiel Garay    | 119' |

| Anotado | 102' | Cristiano Ronaldo | 0-1 |

| Amonestado | 34'  | Pedro Rodríguez |  |
| Amonestado | 63'  | Lionel Messi    |  |
| Amonestado | 117' | Adriano Correia |  |

| Amonestado | 26' | Pepe              |
| Amonestado | 60' | Xabi Alonso       |
| Amonestado | 73' | Emmanuel Adebayor |

| Otorgado · Otorgado otra vez · Expulsado | 85' 120' | Ángel Di María |

| Árbitro:             | Alberto Undiano Mallenco   |
| Árbitros asistentes: | Fermín Martínez Ibáñez     |
| Árbitros asistentes: | Jesús Calvo Guadamuro      |
| Cuarto árbitro:      | Fernando Teixeira Vitienes |
| Reporte              |                            |

| 13         | POR        | José Manuel Pinto |      |
| 21         | DEF        | Adriano Correia   |      |
| 3          | DEF        | Gerard Piqué      |      |
| 14         | DEF        | Javier Mascherano |      |
| 2          | DEF        | Daniel Alves      | 115' |
| 6          | MED        | Xavi Hernández    |      |
| 16         | MED        | Sergio Busquets   | 108' |
| 8          | MED        | Andrés Iniesta    |      |
| 7          | DEL        | David Villa       | 106' |
| 10         | DEL        | Lionel Messi      |      |
| 17         | DEL        | Pedro Rodríguez   |      |
| Entrenador | Entrenador | Josep Guardiola   |      |

| 1          | POR        | Iker Casillas     |                     |
| 17         | DEF        | Álvaro Arbeloa    |                     |
| 4          | DEF        | Sergio Ramos      |                     |
| 2          | DEF        | Ricardo Carvalho  | 119'                |
| 12         | DEF        | Marcelo Vieira    |                     |
| 3          | MED        | Pepe              |                     |
| 14         | MED        | Xabi Alonso       |                     |
| 24         | MED        | Sami Khedira      | 104'                |
| 23         | DEL        | Mesut Özil        | 69'                 |
| 7          | DEL        | Cristiano Ronaldo | Jugador del partido |
| 22         | DEL        | Ángel Di María    |                     |
| Entrenador | Entrenador | José Mourinho     |                     |

| 20 | DEL | Ibrahim Afellay | 106' |
| 15 | MED | Seydou Keïta    | 108' |
| 19 | MED | Maxwell Andrade | 115' |

| 6  | DEL | Emmanuel Adebayor | 69'  |
| 11 | MED | Esteban Granero   | 104' |
| 19 | DEF | Ezequiel Garay    | 119' |

| Anotado | 102' | Cristiano Ronaldo | 0-1 |

| Amonestado | 34'  | Pedro Rodríguez |  |
| Amonestado | 63'  | Lionel Messi    |  |
| Amonestado | 117' | Adriano Correia |  |

| Amonestado | 26' | Pepe              |
| Amonestado | 60' | Xabi Alonso       |
| Amonestado | 73' | Emmanuel Adebayor |

| Otorgado · Otorgado otra vez · Expulsado | 85' 120' | Ángel Di María |

| Árbitro:             | Alberto Undiano Mallenco   |
| Árbitros asistentes: | Fermín Martínez Ibáñez     |
| Árbitros asistentes: | Jesús Calvo Guadamuro      |
| Cuarto árbitro:      | Fernando Teixeira Vitienes |
| Reporte              |                            |

|                                   |
| Bandera de la Comunidad de Madrid |
| Campeón                           |
| Real Madrid C. F.                 |
| 18º título                        |

### Celebración
Los jugadores del Real Madrid celebraron la victoria por las calles de Madrid en un autobús descapotable, desde el Santiago Bernabéu hasta Cibeles. Mientras sostenía el trofeo, al defensa Sergio Ramos se le cayó, siendo atropellado por el autobús y arrastrado durante varios metros (ver imagen).